# Копытинцы
Копытинцы (укр. Копитинці) — село в Летичевском районе Хмельницкой области Украины.
Население по переписи 2001 года составляло 397 человек. Почтовый индекс — 31522. Телефонный код — 3857. Занимает площадь 1,695 км². Код КОАТУУ — 6823084203.

## Местный совет
31522, Хмельницкая обл., Летичевский р-н, с. Сусловцы, ул. Центральная, 18

## Известные уроженцы
- Горбатюк, Евгений Михайлович (1914—1978) — генерал-полковник авиации, Герой Советского Союза.